# Angelika Reitzer

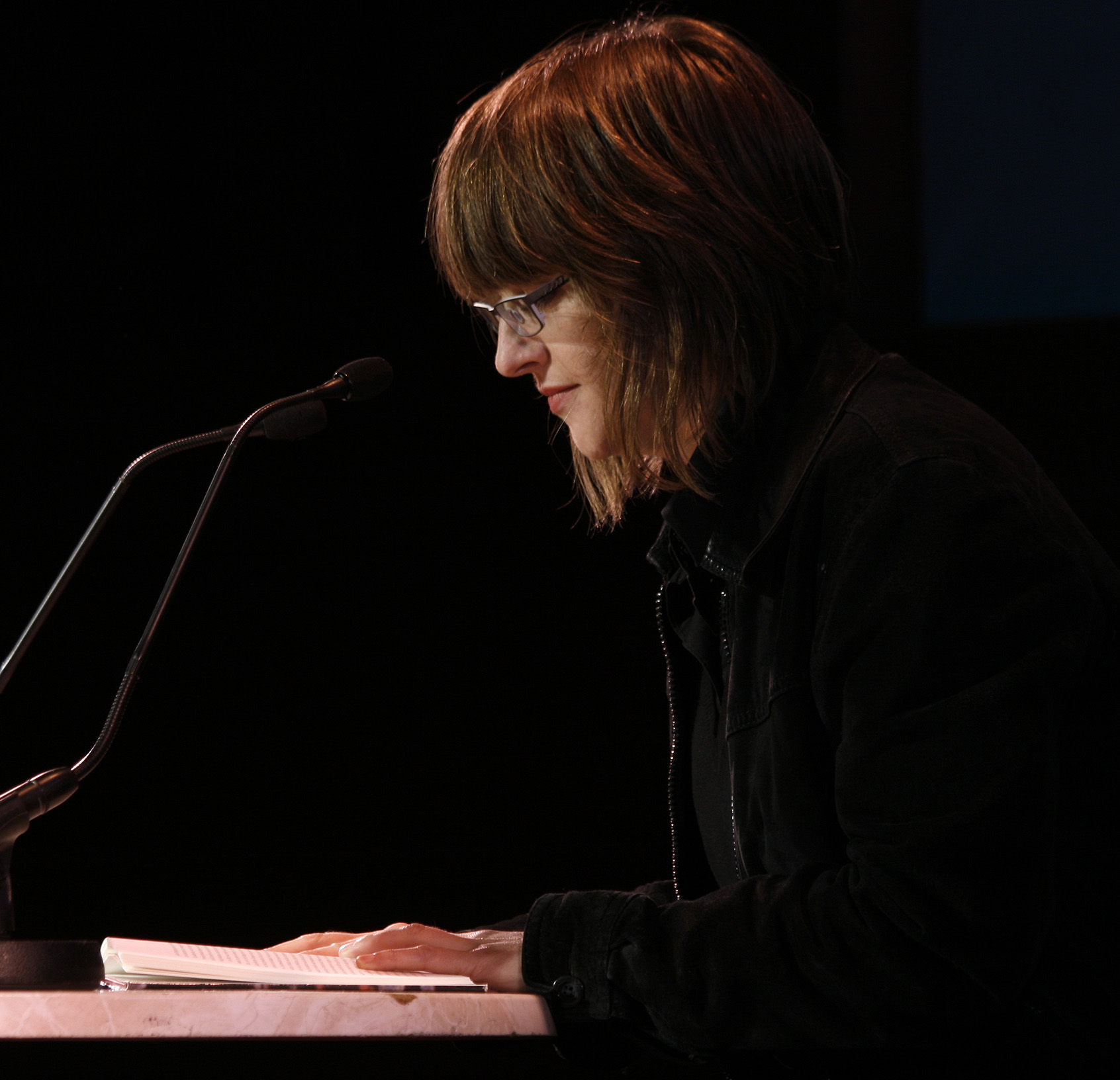
Angelika Reitzer (Wien 2008)

Angelika Reitzer (* 1971 in Graz) ist eine österreichische Schriftstellerin, Filmemacherin und Literaturvermittlerin.

## Leben
Angelika Reitzer studierte Germanistik in Salzburg und Berlin. Ihre Abschlussarbeit Atmen.Schritt schrieb sie 1998 über die Poetik Ernst Jandls. Es folgten verschiedene Arbeiten im Kunst- und Kulturbereich (u. a. Szene Salzburg, Neue Visionen Filmverleih Berlin, Picus Verlag Wien, Forum Stadtpark). Ab 2014 verstärkt Kooperationen mit Künstlern verschiedener anderer Sparten, u. a. mit der Filmemacherin Antoinette Zwirchmayr, für deren Kurzfilmtrilogie sie die Off-Texte/Voice Over verfasste. Reitzer besuchte die Drehbuchwerkstatt der Hochschule für Fernsehen und Film München und die Schule Friedl Kubelka für Unabhängigen Film.
Sie ist Autorin (Prosa, Lyrik, dramatische Texte) und Literaturvermittlerin und unterrichtet am Institut für Sprachkunst an der Universität für Angewandte Kunst Wien. Ab 2018 schreibt Reitzer auch Drehbücher und ist als Filmemacherin tätig.

## Rezeption, Presse
Es ist eine neue und andere Art des realistischen Schreibens, die Reitzer betreibt. Dass soziologische Schubladen dafür zu klein sind, zeigt sich in Wir Erben auf eindrucksvolle Weise. Nicht um die prekären Lebensverhältnisse des Prekariats geht es hier, sondern um die Tatsache, dass das Leben selbst immer prekär ist oder an ihm etwas ganz ansatzlos prekär werden kann. Plötzlich beginnt eine Figur sich zu bewegen, und plötzlich erscheint ihr in dieser Bewegung an ihrem bisherigen Leben alles fremd.
Der Roman unter uns ist nicht deprimierender, als gute Literatur sein muss, nicht tröstlicher, als gute Literatur sein darf – eine großartige Milieustudie... schreibt Daniela Strigl in der Wiener Stadtzeitung Falter.
Die Erzählung sonnenschirme der Wiener Autorin Angelika Reitzer schildert präzise die Milchmädchenrechnungen, Selbsttäuschungen und Ausweichmanöver der Zwanzig- bis Vierzigjährigen zwischen dem Wunsch nach beruflicher Etablierung und der Panik vor tatsächlicher Festlegung. Der Text beschreibt aus der Ich-Perspektive jenen neuen Typus von Netzwerkökonomie, wie er vor allem im Kulturbereich vorherrscht und welcher in den letzten Jahren abwechselnd euphorisch (als Emanzipation vom Normalarbeitsverhältnis) begrüßt und verdammt wurde (als besonders subtile Form kapitalistischer Unterwerfung). Es ist ein Leben für die Zukunft, die Gegenwart wird atemlos durchquert: Irgendwo gibt es immer den kleinen Job, der vielleicht zum Durchbruch verhilft, ein Antrag muss noch bis Mitternacht raus und die eigene Kreativität ist immer abrufbar. Wenn da nicht in letzter Zeit immer diese Müdigkeit wäre … (Christiane Mennicke und Annette Weisser, Kunsthaus Dresden)
Den Rahmen zu Taghelle Gegend bildet unsere Gegenwart des 21. Jahrhunderts, und doch kommt eine Stimmung auf, wie wir sie aus Romanen wie Unterwegs oder Die Palette kennen. Ein literarisches Zeitbild, zugleich eine poetische Skizze, unbestimmt, dabei aber voll konkreter Ereignisse unseres eigenen Lebens. (Rudolf von Bitter im BR)
In der Jurybegründung des Manuskriptepreises hieß es über Reitzers Prosa sinngemäß, dass es der Autorin gelänge, durch eine präzise Wortwahl alltägliche Szenen auszuleuchten. Damit ließe sich auch das Erzählen in Taghelle Gegend charakterisieren: Es wirke immer wieder überraschend unsentimental im Ton, sei aber dennoch sehr poetisch im Reichtum der Bilder und in der sensiblen Ausgestaltung vieler scheinbar nebensächlicher Details. (Christine Riccabona, Literaturhaus Innsbruck)

## Werke
- Taghelle Gegend, Roman, Haymon Verlag 2007, ISBN 978-3-85218-523-1
- Frauen in Vasen. Prosa, Haymon Verlag 2008, ISBN 978-3-85218-569-9
- unter uns, Roman, Residenz Verlag 2010, ISBN 978-3-7017-1549-7
- Ein Kind unserer Zeit, Monolog zu Hieronymus Bosch, Kind mit Laufstuhl und Windrad (Kreuztragung Christi), Uraufführung: Ganymed Boarding, KHM Wien 2010, Regie: Jacqueline Kornmüller.
- Wir Erben, Roman, Jung und Jung Verlag 2014, ISBN 978-3-99027-051-6
- Der Zuhälter und seine Trophäen, Kurzfilm von Antoinette Zwirchmayr, Off-Text: Angelika Reitzer, Diagonale Preis für den besten Kurzdokumentarfilm 2014.
- Die Finsternis aufhalten, Monolog, UA: Im Herzen der Demokratie, Österreichisches Parlament, 2016, Regie: Jacqueline Kornmüller.
- Josef. Täterprofil meines Vaters, Kurzfilm von Antoinette Zwirchmayr, Off-Text: Angelika Reitzer. Diagonale-Preis für Innovatives Kino 2016.
- Im Schatten der Utopie, Kurzfilm von Antoinette Zwirchmayr, Off-Text: Angelika Reitzer, 2017.
- Obwohl es kalt ist draußen, Roman, Jung und Jung Verlag 2018, ISBN 978-3-99027-215-2
- Inventar der Gegend, Lyrik, Komposition, Fotografie, edition kürbis/pumpkin records 2020, ISBN 978-3-900965-57-0
- Dear Darkness, Kurzfilm von Antoinette Zwirmayr, Drehbuch: Angelika Reitzer u. Antoinette Zwirchmayr, 2022.
- Regina – Ein Fest, Partizipative Schlossoper, Text/Libretto: Angelika Reitzer, Komposition: Maria Gstättner, Laura Winkler, Regie: Georg Schütky, Uraufführung Oktober 2022, Schloss Pichl i.Mzt., im Rahmen des steirischer herbst 2022.
- abstechen, Kurzdokumentarfilm, Super8, Filmfestival Diagonale Graz 2024, Internationaler Wettbewerb Kurzfilmtage Oberhausen 2024, Filmfestival Max Ophüls Preis 2025.
- Wenn der Wald geht, Musical von Laura Winkler (Musik) und Angelika Reitzer (Story/Libretto), UA: Volkshaus Kindberg/Stmk., 2025.

## Essays und Anthologiebeiträge (Auswahl)
- Erbfolgen 1–6, Kolumne, in: Ex libris, Ö1 Literatur-Magazin, ORF, 2022–23
- Aber wenn wir laufen: Über Laufen, Schreiben und Gender, in Der Standard/Album, 23. Juli 2022, https://www.derstandard.at/story/2000137673931/aber-wenn-wir-laufen-ueber-laufen-schreiben-und-gender
- Wenn Frauen laufen (Ernst aber schön. Über Laufen, Schreiben, Leben), in: Der Standard/Album, 2. Oktober 2021, https://www.derstandard.at/story/2000130094227/wenn-frauen-laufen-ein-essay-zum-frauenlauf-am-sonntag-im
- Spuren, Wurzeln, Autos, in: Ingo Vetter Populäre Plastik, Verlag für Moderne Kunst, Wien 2020.
- Die sieben Leben der Marie Schwarz, mit Vea Kaiser, Eva Rossmann, Gertraud Klemm, Lydia Mischkulnig, Cornelia Travnicek und Doris Knecht, Molden/Styria, Wien 2020, ISBN 978-3-222-15043-2.
- Frauenfußball. Sie wollen nur spielen, in: Der Standard, 7. Juni 2019, https://www.derstandard.at/story/2000105965660/frauenfussball-sie-wollen-nur-spielen
- Amazon, Airbnb, Uber: So wollen wir leben? In: Der Standard, 14. Februar 2018, https://www.derstandard.at/story/2000074883470/amazon-airbnb-uber-so-wollen-wir-leben
- Alle hören zu, obwohl keiner spricht (Reden über Ingeborg Bachmann), in: Literatur/a, Jahrbuch 2011/12: Peter Handke gewidmet, Ritter Verlag Klagenfurt 2012.
- Über das Ausmessen meiner Schritte u. a., in: Virtuelles Tagebuch, steirischer herbst 2009, http://randnotizen.steirischerherbst.at/author/reitzer/

## Auszeichnungen
- 1999:  Meta-Merz-Preis
- 2003: Finalistin beim Wettbewerb zum Leonce-und-Lena-Preis
- 2003: Literaturpreis der Stadt Steyr
- 2004: Literaturstipendium des Landes Steiermark
- 2004: manuskripte-Literaturförderpreis
- 2004/05 sowie 2006/07: Österreichisches Staatsstipendium für Literatur
- 2005: Literaturstipendium der Stadt Graz
- 2007: Hermann-Lenz-Stipendium
- 2007: Nominierung zum Aspekte-Literaturpreis für Taghelle Gegend
- 2008: Einladung zum Ingeborg-Bachmann-Wettbewerb
- 2008: Reinhard-Priessnitz-Preis
- 2009: Marianne-von-Willemer-Preis
- 2009: Förderpreis der Stadt Wien für Literatur
- 2012: Otto-Stoessl-Preis[6]
- 2013: Elias-Canetti-Stipendium der Stadt Wien
- 2014: Literaturpreis des Landes Steiermark
- 2016: Outstanding Artist Award für Literatur[7]
- 2023: Writer in Residence, Grinnell College, Iowa.
- 2024: Ehrenzeichen des Landes Steiermark für Wissenschaft, Forschung und Kunst[8]